# Eduard Fornés i Gili
Eduard Fornés i Gili és un editor i polític català, nascut a Barcelona el 1940.
Format al Seminari Conciliar de Barcelona, seguí els estudis de filosofia i teologia. Ordenat sacerdot el 1965, exercí a la Parròquia del Sagrat Cor de Ca n'Oriach de Sabadell. L'any 1969 fou condemnat pel Tribunal d'Ordre Públic pel seu compromís socioreligiós enfront de la dictadura i fou empresonat a Zamora. En sortir de la presó, inicià el procés de secularització i s'incorporà a l'editorial Nova Terra.
Fou secretari general d'Unió Democràtica de Catalunya de 1975 fins a les primeres eleccions generals de 1977, any en què s'incorporà a Convergència. El 1994 fou elegit president de la Fundació Aureli M. Escarré pels Drets Col·lectius dels Pobles i creà un casal d'entitats culturals a Barcelona.
Molt vinculat a les figures de Salvador Dalí i Josep Maria Subirachs, ha intervingut molt directament en edicions i iniciatives sobre aquests artistes. Part important del seu arxiu dalinià s'incorporà a la Biblioteca de Catalunya.
Des del 1978 dirigeix l'Editorial Mediterrània, que ell mateix va fundar. És una editora que, a part d'incidir molt fortament en el públic infantil, a través dels llibres il·lustrats "La petita història de...", dels que han sortit ja prop de 250 títols, s'ha dedicat, entre altres coses, a la publicació de monografies d'artistes amb catàleg raonat, un tipus de llibre que no sol ser abordat per editorials convencionals. Ha publicat les de Pere Borrell del Caso, Josep Mompou, o Santiago Rusiñol.
Ha organitzat exposicions d'art català al Japó, a Aosta, a Brescia i a molts altres llocs.
És autor de Les contradiccions del cas Dalí-un text extraordinàriament ben documentat sobre la desviació de l'herència del pintor cap a l'Estat espanyol- Dalí i els llibres -catàlegs de les nombroses exposicions que es varen fer per tot el
 on amb la seva col·lecció particular de llibres dalinians-, Petita història de Dalí i Guia de la façana de la Sagrada Família, entre d'altres.